# خرطوم (أوزبكستان)
خرطوم هي بلدة في مقاطعة أنديجان في ولاية أنديجان في أوزبكستان.